# Chrześcijańska Partia Austrii
Chrześcijańska Partia Austrii (niem. Christliche Partei Österreichs, CPÖ) – austriacka partia polityczna, powołana do życia 15 października 2005. Od 2009 jej przewodniczącym jest Rudolf Gehring.

## Program partii
Partia ukierunkowana jest głównie na chrześcijańskich poglądach, sprzeciwiając się na przykład: aborcji, eutanazji, sztucznemu zapładnianiu, badaniom na komórkach macierzystych. Politycy CPÖ w ramach ochrony wiary chrześcijańskiej żądają od wyznawców innych religii oraz ateistów poszanowania dla Boga.

## Historia partii
15 października 2005 roku Alfons Adam założył partię „Chrześcijanie”. W dniu 29 listopada 2008 r. Rudolf Gehring został wybrany na przewodniczącego partii, po czym grupa kierowana przez Alfonsa Adama opuściła partię, a 13 stycznia 2010 r. założyła nową partię o nazwie Sojusz chrześcijański. Kongres sfedeowanych partii odbył się w dniu 12 listopada 2011 r. kongres wybrał Rudolfa Gehringa na stanowisko przewodniczącego.

## Krytyka
CPÖ była krytykowana przez stowarzyszenia homoseksualne za jego negatywny stosunek do równości homoseksualistów w sprawach życia codziennego.
Partia była również krytykowana ze strony innych chadeckich partii. Przykładowo Katolicki Ruch Kobiet twierdzi, że nikt w polityce nie ma monopolu na wartości chrześcijańskie.

## Wyniki wyborów
W wyborach parlamentarnych w 2008 roku partia uzyskała 31 080 głosów (0,64%). Nie udało się jej wówczas zdobyć żadnego mandatu w parlamencie. 25 kwietnia 2010 w wyborach prezydenckich Rudolf Gehring z wynikiem 5,44% zajął ostatnie trzecie miejsce.

## Program
Partia jest nastawiona głównie na politykę chrześcijańską, popierając na przykład:
- Odwołanie uznania związków jednopłciowych,
- Utrzymywanie symboli religijnych w szkołach,
- Zakazanie aborcji, eutanazji, badań nad komórkami macierzystymi i sztucznego zapłodnienia,
- Ochrona wiary w Boga Stwórcę,
- Odrzucenie centralizacji.